# Premio musicale Léonie Sonning
Il Premio musicale Léonie Sonning (Léonie Sonnings musikpris) è un riconoscimento assegnato annualmente ad un compositore, direttore d'orchestra o interprete, generalmente di musica classica, dalla Fondazione Léonie Sonning per la musica. È stato assegnato in via eccezionale una prima volta nel 1959, e in modo regolare dal 1965. Il premio ammonta alla cifra di 500 000 corone danesi (circa 82 000 euro) ed è consegnato unitamente ad un monotipo della pittrice danese Maja Lisa Engelhardt. Il premio viene generalmente assegnato a Copenaghen durante un concerto in onore del vincitore, le uniche eccezioni sono state fatte nel 1971 per Artur Rubinstein (cerimonia a Holstebro), nel 1981 per Mstislav Rostropovič (Odense) e nel 1990 per György Ligeti (Aarhus).I vincitori sono generalmente invitati anche a tenere una lectio magistralis di fronte a un pubblico di giovani compositori danesi.

## Vincitori del premio Léonie Sonning per la musica
| - 1959 - Unione Sovietica - Igor' Fëdorovič Stravinskij - 1965 - Stati Uniti - Leonard Bernstein - 1966 - Svezia - Birgit Nilsson - 1967 - Polonia - Witold Lutosławski - 1968 - Regno Unito - Benjamin Britten - 1969 - Bulgaria - Boris Christoff - 1970 - Romania - Sergiu Celibidache - 1971 - Stati Uniti - Arthur Rubinstein - 1972 - Stati Uniti - Yehudi Menuhin - 1973 - Unione Sovietica - Dmitrij Dmitrievič Šostakovič - 1974 - Spagna - Andrés Segovia - 1975 - Germania - Dietrich Fischer-Dieskau - 1976 - Danimarca - Mogens Wöldike - 1977 - Francia - Olivier Messiaen - 1978 - Francia - Jean-Pierre Rampal - 1979 - Regno Unito - Janet Baker - 1980 - Francia - Marie-Claire Alain - 1981 - Unione Sovietica - Mstislav Leopol'dovič Rostropovič - 1982 - Stati Uniti - Isaac Stern - 1983 - Cecoslovacchia - Rafael Kubelík - 1984 - Stati Uniti - Miles Davis - 1985 - Francia - Pierre Boulez - 1986 - Unione Sovietica - Svjatoslav Teofilovič Richter - 1987 - Svizzera - Heinz Holliger - 1988 - Germania - Peter Schreier - 1989 - Unione Sovietica - Gidon Kremer - 1990 - Ungheria - György Ligeti - 1991 - Svezia - Eric Ericson | - 1992 - Ungheria - Georg Solti - 1993 - Austria - Nikolaus Harnoncourt - 1994 - Polonia - Krystian Zimerman - 1995 - Ucraina - Jurij Abramovič Bašmet - 1996 - Danimarca - Per Nørgård - 1997 - Ungheria - András Schiff - 1998 - Germania - Hildegard Behrens - 1999 - Russia - Sofija Asgatovna Gubajdulina - 2000 - Danimarca - Michala Petri - 2001 - Germania - Anne-Sophie Mutter - 2002 - Austria - Alfred Brendel - 2003 - Ungheria - György Kurtág - 2004 - Stati Uniti - Keith Jarrett - 2005 - Regno Unito - John Eliot Gardiner - 2006 - Stati Uniti - Yo-Yo Ma - 2007 - Danimarca - Lars Ulrik Mortensen - 2008 - Estonia - Arvo Pärt - 2009 - Argentina/ Israele - Daniel Barenboim - 2010 - Italia - Cecilia Bartoli - 2011 - Finlandia - Kaija Saariaho - 2012 - Spagna - Jordi Savall - 2013 - Regno Unito - Simon Rattle - 2014 - Svezia - Martin Fröst - 2015 - Regno Unito - Thomas Adès - 2016 - Svezia - Herbert Blomstedt - 2017 - Grecia - Leōnidas Kavakos - 2018 - Lettonia - Mariss Jansons - 2019 - Danimarca - Hans Abrahamsen - 2020 - Canada - Barbara Hannigan |